# 熱海山口美術館
熱海山口美術館（あたみやまぐちびじゅつかん、Atami Yamaguchi Museum）は、静岡県熱海市にある私立美術館である。

## 概要
約2,000点に及ぶ美術品を所蔵する山口文化財団が運営し、ルノワールやピカソなどの西洋から横山大観などの日本の絵画、書跡、工芸、彫刻等多岐に渡る作品が展示されている。創設者は山口伸廣（やまぐちのぶひろ、1948年 - ）。
美術品の展示のほか、2021年春からはアーティスト支援も行う。「学べる美術館」というコンセプトを掲げ、その意味は大きく二つに分かれる。一つは「見る、触る、体験する」ことができるというもので、各展示室には解説文や映像が設置されているほか、一部の芸術作品に触れることや、「岡本太郎の作品『坐ることを拒否する椅子』に実際に座る」、「人間国宝の茶器を使って抹茶が飲める」という体験もできる。一つは本格的なアーティストの育成で、館長である元東京藝術大学副学長の保科豊巳を中心に、海外デビューを目標とした芸術家の無償講座を行う。

## 開館の経緯
創設者の山口伸廣は、貧しい家庭環境で育ったが、小学校の美術の先生にある日、作品を「上手いな。」でなく「面白いな。」と評価されたことを機に美術への興味を持つようになった。その後、自身でも芸術の創作活動をするも、本業としての芸術家は断念。実業家として才能を開花させ、経営者としての道を歩む。その後、「自分は芸術家の才能は無いが、芸術家を応援することはできる。」と、経営者を務めながら、国内外のアーティストを支援することを志す。
2007年1月、湯河原に人間国宝美術館を創設。陶芸・人形・漆芸・金工・染織作品などを中心とした美術館で、特に人間国宝の茶器で抹茶を飲むことができるという、他に類を見ないサービスが話題となった。
2015年、国内外のアート作品を募集したアートの祭典、「アートオリンピア」を主催。応募国は1回の開催に対し、約100カ国にのぼる世界最大級の参加国規模を誇る。以降、隔年ごとに開催されている。「世界のアーティストを発掘し、その活動を支援すること」をコンセプトとし、審査員は国際的な美術関係者で構成。過去の審査員には、第22代文化庁長官の宮田亮平、画家の千住博、海外からはガゴシアンギャラリーディレクターのキャラ・ヴァンダー・ウェグ、イサム・ノグチ庭園美術館館長のブレット・リットマン、三菱一号館美術館初代館長を務めた高橋明也などらが務めた。この時から本格的にアーティストを支援することへの体制と構想が整い始める。
2017年6月、岡山県備前市穂浪にてFAN美術館を設立。藤原啓記念館の同敷地内に併設する形で開館した。
2020年12月18日、地元タクシー会社の事務所などが入っていたビルの一、二階を改修し熱海山口美術館を設立。今までの美術館設立の経験と、アートの祭典主催の経験を活かし、「学べる美術館」をコンセプトに掲げている。

## 施設・常設展示品

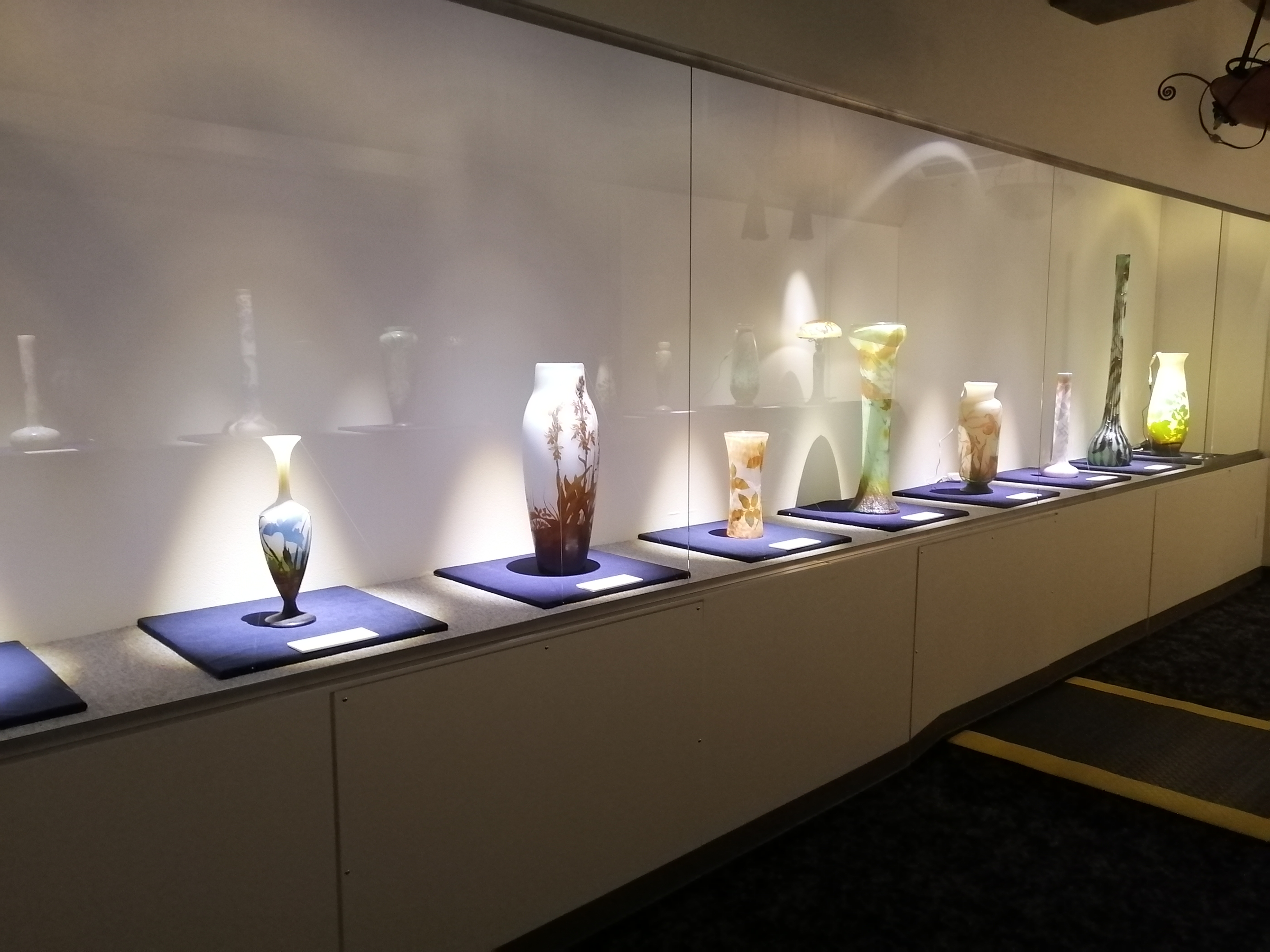
熱海山口美術館 展示室2

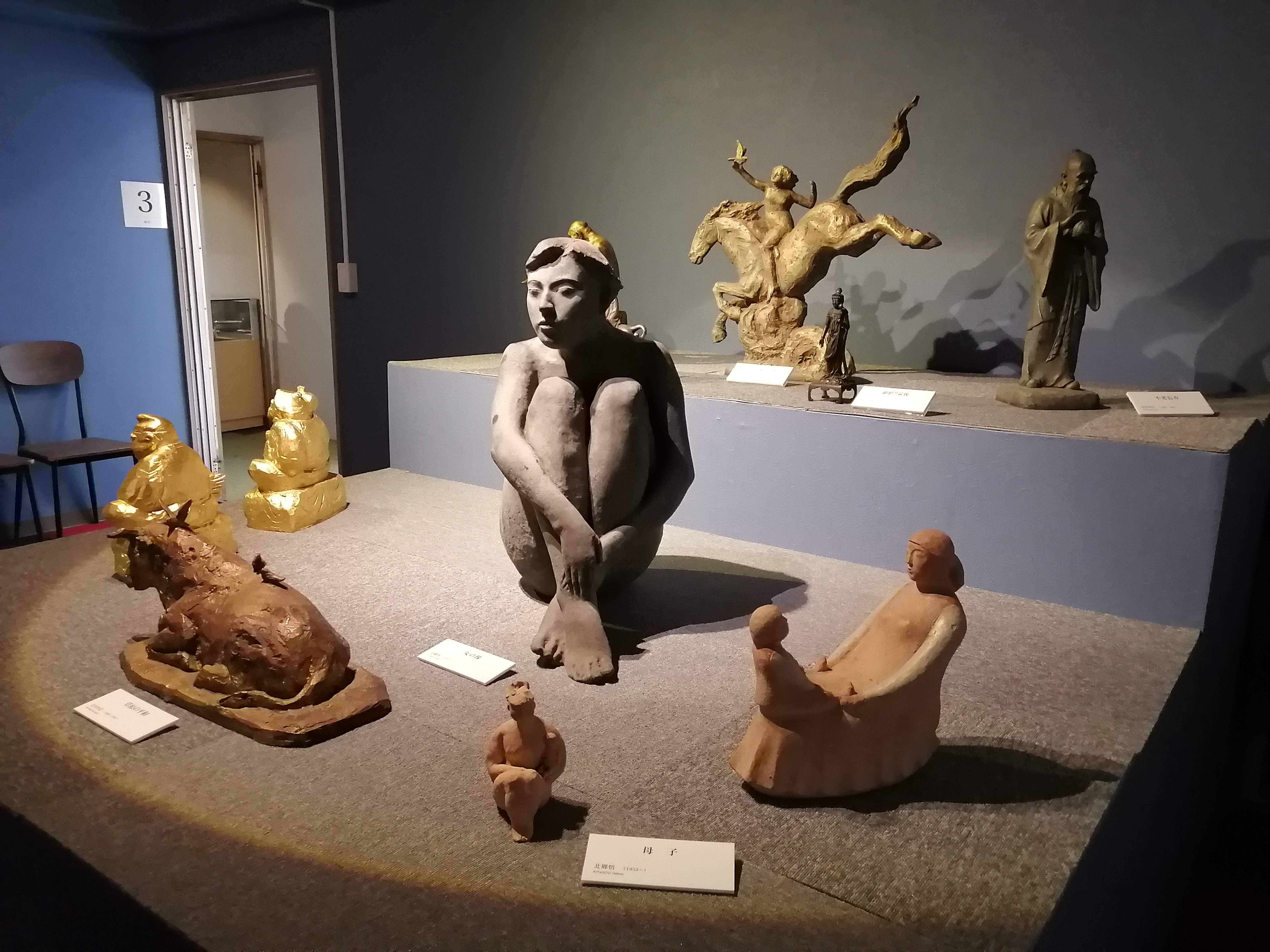
熱海山口美術館 展示室3

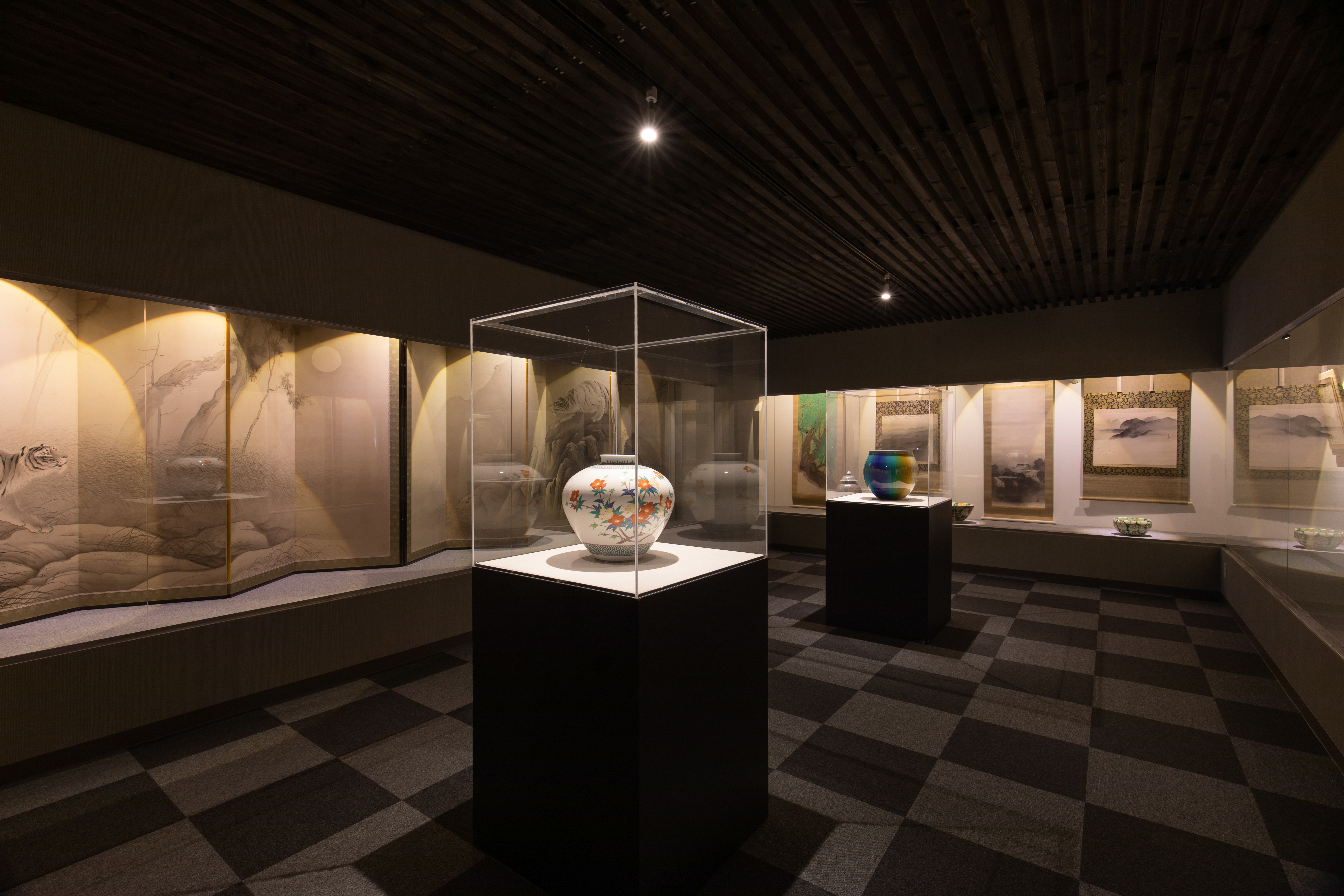
熱海山口美術館 展示室4

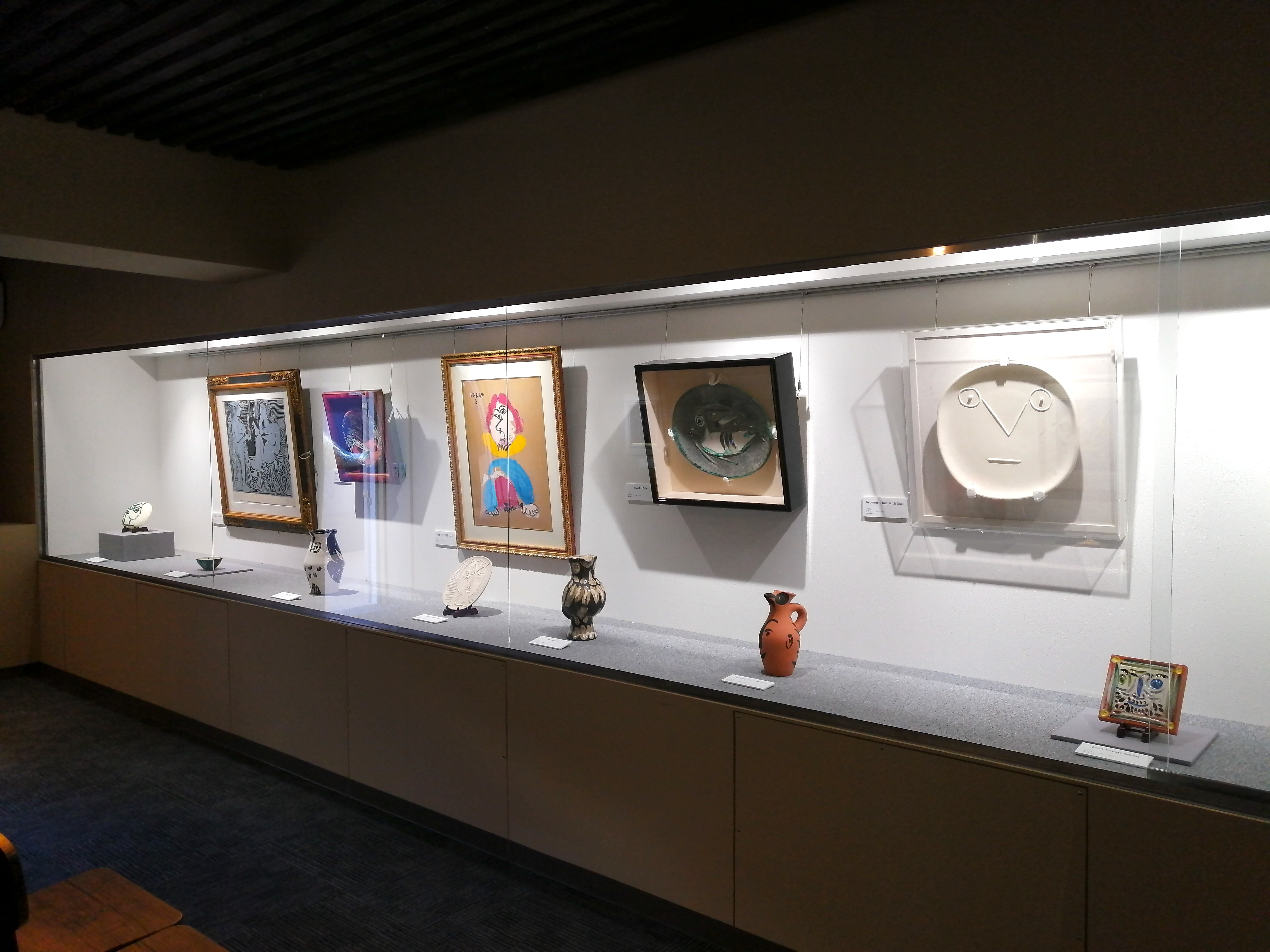
熱海山口美術館 展示室7

静岡県熱海市渚町24-1に位置する2階層10の展示室（内、1つは屋外）に分かれて展示中。住宅が併設された旧交通会館を改装し、1〜2階を展示室としている（3階以上は現在も住居）。創設者である山口伸廣自ら設計、施工を手掛けた。外観には第22代文化庁長官の宮田亮平が開館の記念に手がけた「イルカ」と、岡本太郎の作品、「河童」が設置されている。
各階層の内容
- 1階：カフェ、展示室1〜2
- 2階：展示室3〜9、屋外展示場

1階はカフェを併設しており、ソフトドリンクやケーキなどの他、人間国宝の作品で抹茶も嗜める。また、簡単な絵付け体験がチケット代に含まれており、絵付けしたカップを持ち帰ることができる。展示室それぞれにテーマが掲げられており、西洋から日本の近現代の美術作品を中心に展示されている。
常設展時の主な展示内容
- 展示室1：絵画、陶芸作品
- 展示室2：ガレ、ドームなどのガラス工芸作品
- 展示室3：北村西望、平櫛田中などの立体作品
- 展示室4：徳田八十吉などの陶器・陶磁作品・橋本雅邦、横山大観などの絵画作品
- 展示室5：平山郁夫、安井曽太郎などの日本画作品
- 展示室5：ルノアール、ルオー、コローなどの洋画作品
- 展示室7：岡本太郎、ピカソの作品
- 展示室8：現代美術作品
- 展示室9：国際公募展アートオリンピアの優勝、入賞作品
- 屋外展示場：現代美術の立体作品

## 利用情報
- 開館時間：9:30～17:00(最終入場16:30まで)※状況により異なるためホームページにて要確認。
- 入館券に絵付け体験とドリンク1杯が付く
- 休館日：なし
- 入館料：一般1800円、高・大学生1400円、中学生以下900円、未就学児無料（キッズセット400円で絵付け体験とドリンク1杯を付けられる）
- TEL：0557-27-2411

## 交通アクセス
住所：〒413-0014 静岡県熱海市渚町24-1
タクシー：JR熱海駅より約9分
バス：国際観光専門学校前より徒歩 約1分
熱海山口美術館の専用駐車場無し。近隣にコインパーキング・駐輪場有り。